# 1,2-difluoroetilene
L'1,2-difluoroetilene, o anche 1,2-difluoroetene (nome sistematico) e, in letteratura chimica meno recente, anche fluoruro di vinilene, è il nome cumulativo di due composti organo-fluoro isomeri, aventi formula CHF=CHF, che si differenziano per le posizioni relative degli atomi di idrogeno e fluoro su un C rispetto a quelli sull'altro C, dando così luogo a due isomeri geometrici: il cis-1,2-difluoroetilene e il trans-1,2-difluoroetilene. Entrambi sono a loro volta isomeri posizionali dell'1,1-difluoroetene (fluoruro di vinilidene) CH2=CF2.

## Proprietà
A temperatura ambiente sono entrambi gassosi, poco solubili in acqua, molto facilmente infiammabili, sono polimerizzabili e sono considerati composti pericolosi perché tossici se inalati e irritanti a contatto con la pelle e le mucose.
Le loro molecole sono planari con i carboni ibridati sp2, ciascuno dei quali forma 2 legami semplici (σ) e un legame doppio (σ+π); in esse la presenza del legame π non permette la libera rotazione attorno al legame C-C, e questo fa sì che esistano due isomeri geometrici.
Nell'isomero trans gli angoli diedri HCCH e FCCF sono di 180°, la simmetria della molecola è C2h e il momento dipolare (μ) è ovviamente nullo, la molecola è apolare; nell'isomero cis, simmetria molecolare C2v, i vettori dei momenti di dipolo elettrico dei legami H-C e C-F si sommano per dare un momento complessivo notevole, μ = 2,42 D (per l'acqua μ = 1,86 D), la molecola è quindi decisamente polare.
Una conseguenza immediata è che tra le molecole dell'isomero cis sono presenti le forze intermolecolari dipolo-dipolo e nell'isomero trans queste sono mancanti; questo, a sua volta, si traduce nell'abbassamento della volatilità dell'isomero polare e quindi in aumento del suo punto di ebollizione: Teb (cis-1,2-difluoroetilene) = -26,0 °C e Teb (trans-1,2-difluoroetilene) = -53,1 °C.

## Stabilità relativa degli isomeri
Nella maggior parte dei casi, nei composti che presentano l'isomeria cis-trans è l'isomero trans (E) ad essere il più stabile dei due; tuttavia, per l'1,2-difluoroetilene la situazione è opposta, con l'isomero cis (Z) più stabile di quello trans per 1,08 kcal/mol e questa caratteristica si estende ad alcune altre molecole simili, come l'1,2-dicloroetilene, l'1,2-dibromoetilene (isoelettronici di valenza) ed anche al caso del difluoruro di diazoto N2F2 (isoelettronico).

## Struttura molecolare
La struttura molecolare del cis-1,2-difluoroetene è stata indagata con la spettroscopia rotazionale nella regione delle microonde (17-36 GHz). Dall'analisi dei dati le lunghezze di legame e gli angoli risultano come segue:
r(C=C) = 132,4 pm; r(C–H) = 108,9 pm; r(C–F) = 133,5 pm
∠(FCC) = 122,1°; ∠(HCC) = 124,0°
Le distanze tra gli atomi di fluoro (F…F) sono di 274,28 pm,  che è un valore minore della distanza attesa per interazioni di non legame tra due atomi fluoro, cioè 2 rvdW ≈ 300-320 pm;
La struttura molecolare del trans-1,2-difluoroetene è stata indagata con la spettroscopia infrarossa ad alta risoluzione. Dall'analisi dei dati le lunghezze di legame e gli angoli risultano come segue:
r(C=C) = 131,6 pm; r(C–H) = 108,0 pm; r(C–F) = 135,2 pm
∠(FCC) = 119,2°; ∠(HCC) = 126,3°
Le principali differenze sugli angoli con la struttura dell'isomero cis consistono nell'angolo FCC che è di ~2,9° più piccolo e in quello HCC che è di ~2,3° più grande. Questo si correla con una repulsione F…F maggiore nell'isomero cis, nonostante l'isomero cis sia il più stabile dei due. Inoltre, si può notare che il legame C–F è circa 1,5 pm più lungo.